# Parablennius intermedius
Parablennius intermedius är en fiskart som först beskrevs av Ogilby, 1915.  Parablennius intermedius ingår i släktet Parablennius och familjen Blenniidae. Inga underarter finns listade i Catalogue of Life.